# S-tog
El S-tog es el sistema de tren suburbano de la ciudad de Copenhague y de su área metropolitana. Cuenta con 7 líneas y 85 estaciones, y es utilizado por unos 300.000 pasajeros al día. Está gestionado por la Danske Statsbaner, empresa pública de transporte de Dinamarca.

## Líneas
| Nombre | Origen                                                 | Origen             | Horario                             | Destino          | Destino     |
| ------ | ------------------------------------------------------ | ------------------ | ----------------------------------- | ---------------- | ----------- |
| A      | Hundige                                                | Køgebugtbanen      | Toda la semana, todo el día         | Hareskovbanen    | Farum       |
| B      | Høje Taastrup                                          | Vestbanen          | Toda la semana, todo el día         | Nordbanen        | Holte       |
| Bx     | Høje Taastrup                                          | Vestbanen          | De lunes a viernes en hora punta    | Hareskovbanen    | Farum       |
| C      | Ballerup, Uno de cada dos continúa hasta Frederikssund | Frederikssundbanen | De lunes a sábado en horario diurno | Klampenborgbanen | Klampenborg |
| C      | Ballerup                                               | Frederikssundbanen | Resto del tiempo                    | Klampenborgbanen | Klampenborg |
| E      | Køge                                                   | Køgebugtbanen      | Toda la semana, todo el día         | Nordbanen        | Hillerød    |
| F      | Ny Ellebjerg                                           | Ringbanen          | Toda la semana, todo el día         | Ringbanen        | Hellerup    |
| H      | Frederikssund                                          | Frederikssundbanen | Toda la semana, todo el día         | Østerport        | Østerport   |